# Октябрське (смт, Росія)
Октя́брське (рос. Октябрьское) — селище міського типу, центр Октябрського району Ханти-Мансійського автономного округу Тюменської області, Росія. Адміністративний центр Октябрського міського поселення.
Населення — 3640 осіб (2010, 3857 у 2002).

## Географія
Октябрське розташоване на правому березі річки Об, у північно-західній частині Ханти-Мансійського автономного округу, у центральній частині Октябрського району.
Вантажний і пасажирський річковий порт. Найближча залізнична станція «Приоб'є», залізничної лінії Івдель — Приоб'є знаходиться за 61 км — автошляхом і за 22 км — фізична відстань.

## Історія
Поселення засноване 1590 року як Кондінське, статус селища міського типу одержало 1959 року.

## Клімат
Клімат континентальний, зима холодна, із сильними вітрами та хуртовинами, протяжністю сім місяців. Літо відносно тепле, але коротке.
| Клімат Октябрського (1981−1990) | Клімат Октябрського (1981−1990) | Клімат Октябрського (1981−1990) | Клімат Октябрського (1981−1990) | Клімат Октябрського (1981−1990) | Клімат Октябрського (1981−1990) | Клімат Октябрського (1981−1990) | Клімат Октябрського (1981−1990) | Клімат Октябрського (1981−1990) | Клімат Октябрського (1981−1990) | Клімат Октябрського (1981−1990) | Клімат Октябрського (1981−1990) | Клімат Октябрського (1981−1990) | Клімат Октябрського (1981−1990) |
| Показник                        | Січ.                            | Лют.                            | Бер.                            | Квіт.                           | Трав.                           | Черв.                           | Лип.                            | Серп.                           | Вер.                            | Жовт.                           | Лист.                           | Груд.                           | Рік                             |
| Середня температура, °C         | −20,2                           | −17,8                           | −8                              | −2,4                            | 4,9                             | 14,4                            | 17,7                            | 13,9                            | 7,0                             | −1,1                            | −11,3                           | −17,4                           | −1,4                            |
| ------------------------------- | ------------------------------- | ------------------------------- | ------------------------------- | ------------------------------- | ------------------------------- | ------------------------------- | ------------------------------- | ------------------------------- | ------------------------------- | ------------------------------- | ------------------------------- | ------------------------------- | ------------------------------- |
| Джерело: World Climate          |                                 |                                 |                                 |                                 |                                 |                                 |                                 |                                 |                                 |                                 |                                 |                                 |                                 |